# Ion Ivanovici
Ion Ivanovici (Temesvár, 1845. – Bukarest, Románia, 1902. szeptember 28.) román zeneszerző, zenekarvezető és karmester. Egyes források Josef Ivanovici vagy Iosif Ivanovici néven is említik. Máig legismertebb műve A Duna hullámain (Donauwellen) című keringő.

## Munkássága
Ivanovici zene iránti érdeklődése elég korán megmutatkozott, mivel már gyermekként szívesen játszott különféle fúvós hangszereken. Élete nagy részét azonban katonazenekarok vezénylésével töltötte, de számtalanszor muzsikált zenekaraival a kor igényes szalonjaiban. Élete során számtalan művet komponált, köztük A Duna hullámain című népszerű keringőt, amelynek dallama alapjául szolgált Szécsi Pál Egy szál harangvirág című dalának. 1889-ben a párizsi világkiállításon zeneszerzői díjat nyert.
1902-ben halt meg Bukarestben.